# Mittishaus
Mittishaus ist ein Weiler, der im Jahr 1338 ersterwähnt wurde, auf der Gemarkung Oberessendorf von Eberhardzell im Landkreis Biberach.

## Lage
Der größte Teil von Mittishaus liegt im Naturraum Riß-Aitrach-Platten (Naturraum-Nr. 41), welcher zur Großlandschaft der Donau-Iller-Lech-Platte (Großlandschaft-Nr. 4) gehört. Die Grenze zum Naturraum Oberschwäbisches Hügelland (Naturraum-Nr. 32) der Großlandschaft Voralpines Hügel- und Moorland (Großlandschaft-Nr. 3) verläuft durch den Weiler, weshalb wenige Gebäude am Westrand in diesem Naturraum liegen.
Mittishaus liegt ungefähr: 
- 800 m nördlich von Buch
- 850 m südlich von Hebershaus
- 1000 m südwestlich von Hetzisweiler
- 1000 m östlich von Englerts
- 1300 m nördlich von Hifringen
- 1600 m südlich von Oberessendorf[4]

### Hydrologisch
Mittishaus liegt im Einzugsgebiet der Lauter, eines Zuflusses der Riß. Etwa 1,3 km östlich ist die Grenze zum Einzugsgebiet der Umlach, die ebenfalls ein Zufluss der Riß ist. Rund 600 m westlich beginnt das direkte Einzugsgebiet der Riß, welche über die Donau in das Schwarze Meer entwässert.

## Verkehrsanbindung
Mittishaus ist über mehrere Gemeindeverbindungswege an das Straßennetz angebunden:
- Nach Norden besteht eine Anbindung an die B 30 bei Hebershaus/Schneiderbenes
- Nach Osten erreicht man die B 465 bei Hetzisweiler
- Nach Süden kommt man zum Übergang von der Kreisstraße K 8033 und der Kreisstraße K 7569 bei Buch an der Gemeindegrenze von Bad Waldsee und Eberhardzell
- Nach Westen gibt es eine Anbindung an die B 30 bei Englerts[4]

### Radverkehr
In Mittishaus gibt es keine Radwege, und der Weiler ist auch nicht an das Radnetz Baden-Württembergs angebunden. Der nächste Anschluss an das Freizeitnetz befindet sich rund 3,5 km entfernt in Mühlhausen und der nächste Anschluss an das Alltagsnetz ist in rund 4,4 km Entfernung in Michelwinnaden.